# Zuckerpalme
Die Zuckerpalme (Arenga pinnata, Syn.: Arenga saccharifera Labill. ex DC.) ist in den feucht-tropischen Gebieten Malaysias und Indonesiens verbreitet und heute im ganzen indomalayischen Archipel kultiviert. 

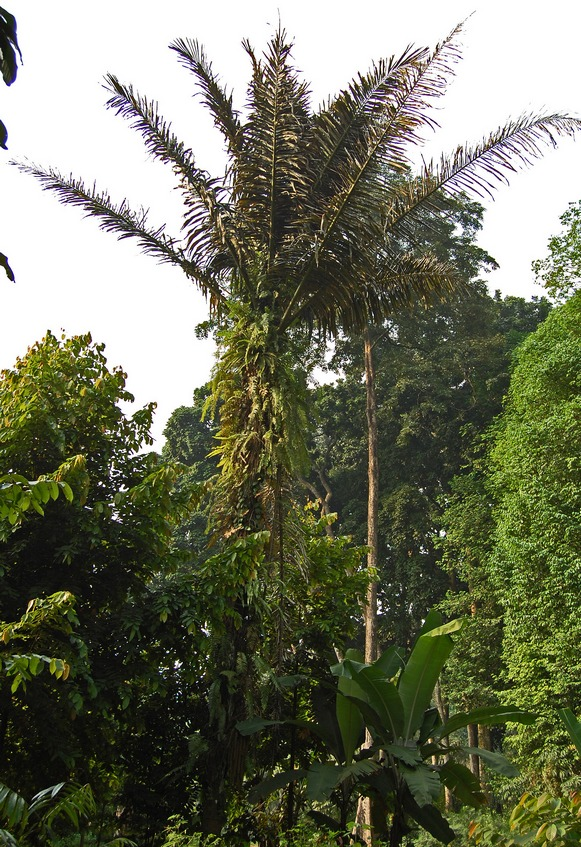
Habitus

## Beschreibung
Der Stamm erreicht Höhen von  10 bis 15 m. Er trägt einen Schopf mächtiger, etwa 3 m langer Fiederblätter. Die Pflanzen sind einhäusig getrenntgeschlechtig (monözisch). Die weiblichen Blütenstände wachsen im Bereich der Blattwedel, die männlichen unterhalb derselben. Die Blüten sind dreizählig. Die männlichen Blüten enthalten viele Staubblätter. Die Früchte enthalten ein bis drei Samen.
Die Chromosomenzahl beträgt 2n = 32.

## Taxonomie
Arenga pinnata wurde 1779 als Saguerus pinnatus von Friedrich von Wurmb in Verh. Batav. Genootsch. Kunsten Band 1, Seite 351 erstbeschrieben. Die Art wurde 1917 durch Elmer Drew Merrill in An interpretation of Rhumphius's Herbarium Amboinense Seite 119 als Arenga pinnata (Wurmb) Merr. in die Gattung Arenga gestellt. Synonyme von Arenga pinnata (Wurmb) Merr. sind Gomutus rumphii Corrêa, Arenga gamuto Merr., Arenga saccharifera Labill. ex DC. und Borassus gomutus Lour.

## Nutzung
Der Saft aus den Blütenständen wird ab dem 9. Jahr geerntet. In den ersten Tagen können 2 bis 7 l entnommen werden. Nach ca. 7 Wochen nimmt der Saftfluss ab. Pro Jahr können bis zu 1800 l Saft gewonnen und zu ca. 150 kg Zucker verarbeitet werden. Weiter werden die Samen gegessen und die Blattstielfasern (Arenga-Fasern) zu Bürsten, Tauen und Matten verarbeitet. Aus dem Holz der Stämme werden Röhren hergestellt. 
Die Blätter und Blattspreiten werden als Baumaterial und für Korbwaren verwendet. Der schwarze Rindenbast dient zum Decken hochwertiger Dächer, so dass z. B. Tempel in Bali wie mit schwarzem Reet gedeckt wirken.
Die Steinfrüchte enthalten im Fruchtfleisch Oxalate. Ganze unreife Früchte werden zuerst kurz gekocht oder geröstet, damit bei der Weiterverarbeitung das Allergiepotenzial reduziert wird. Danach wird die Schale (Exokarp) entfernt, das transparente, noch samenlose Fruchtfleisch gekocht und über mehrere Tage gewässert, um die Oxalate zu entfernen. Diese Früchtchen, in Sirup eingelegt, sind in Indonesien und Philippinen ein beliebtes Naschzeug oder werden zu Dessert weiterverarbeitet. In Spezialgeschäften sind konservierte junge Früchte in Sirup unter der Bezeichnung Palmfrucht im Angebot.
Ältere Früchte, die einen Steinsamen enthalten, werden nicht mehr verwertet.
In geringem Umfang wird auch Sago aus der Pflanze gewonnen.

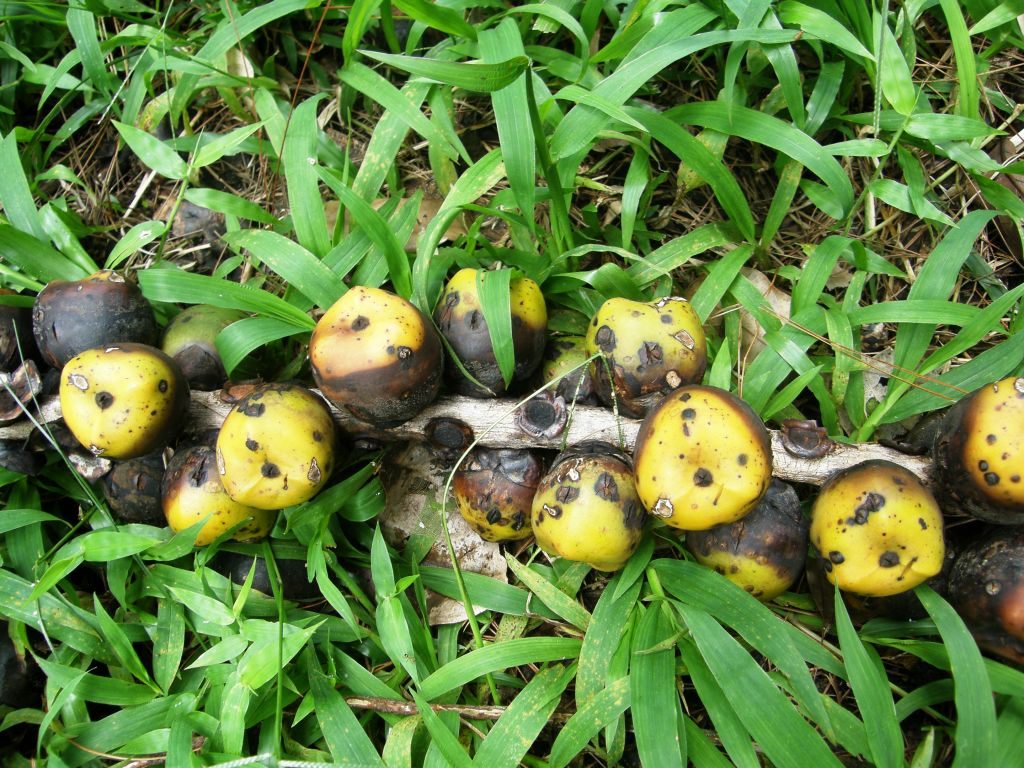
Reife Früchte auf dem Boden
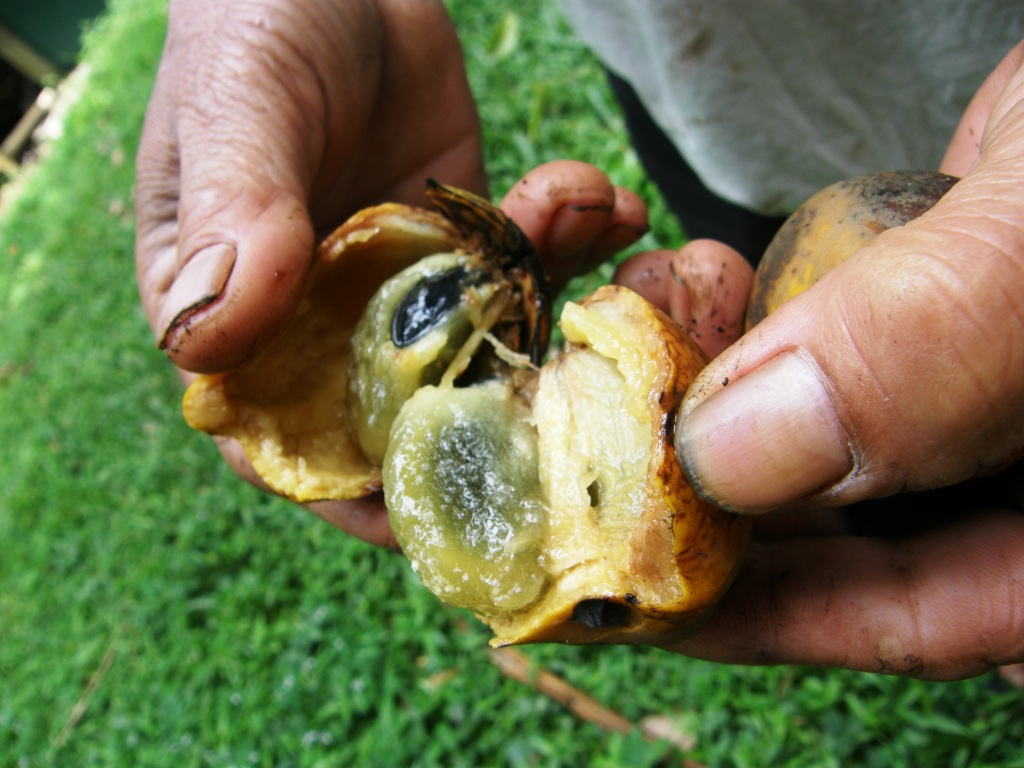
Reife Frucht mit Kern
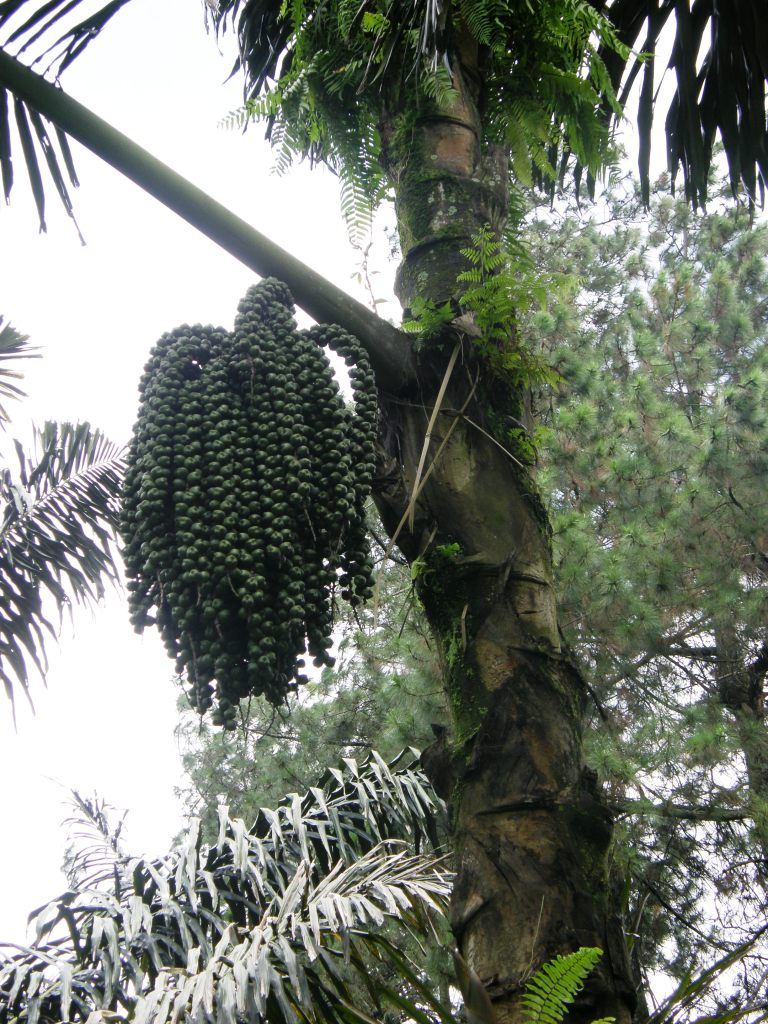
Junge Früchte
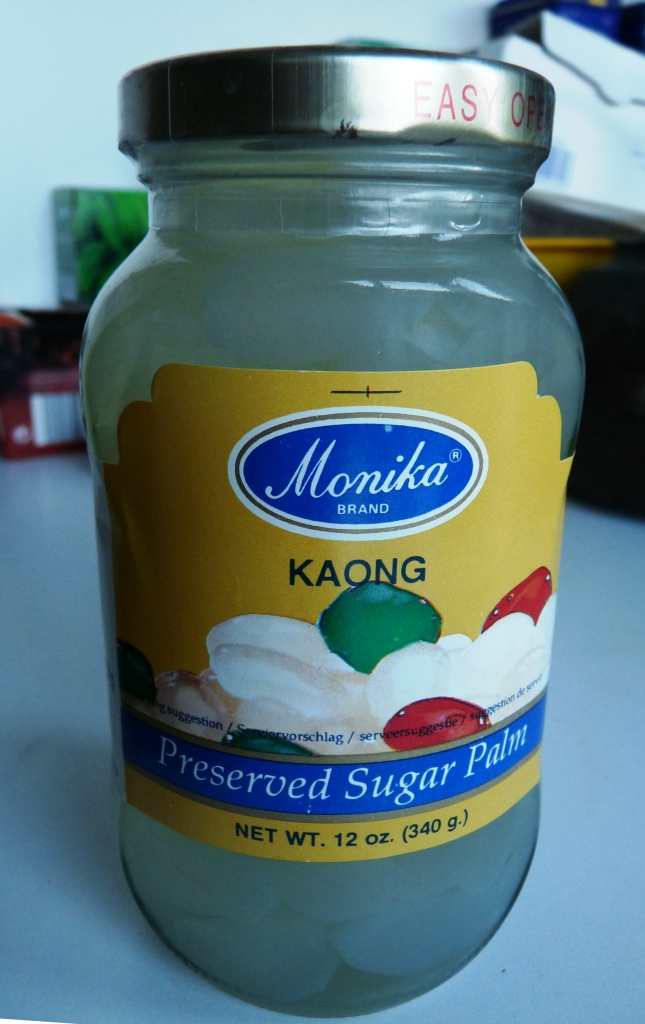
Palmfrüchte in Sirup
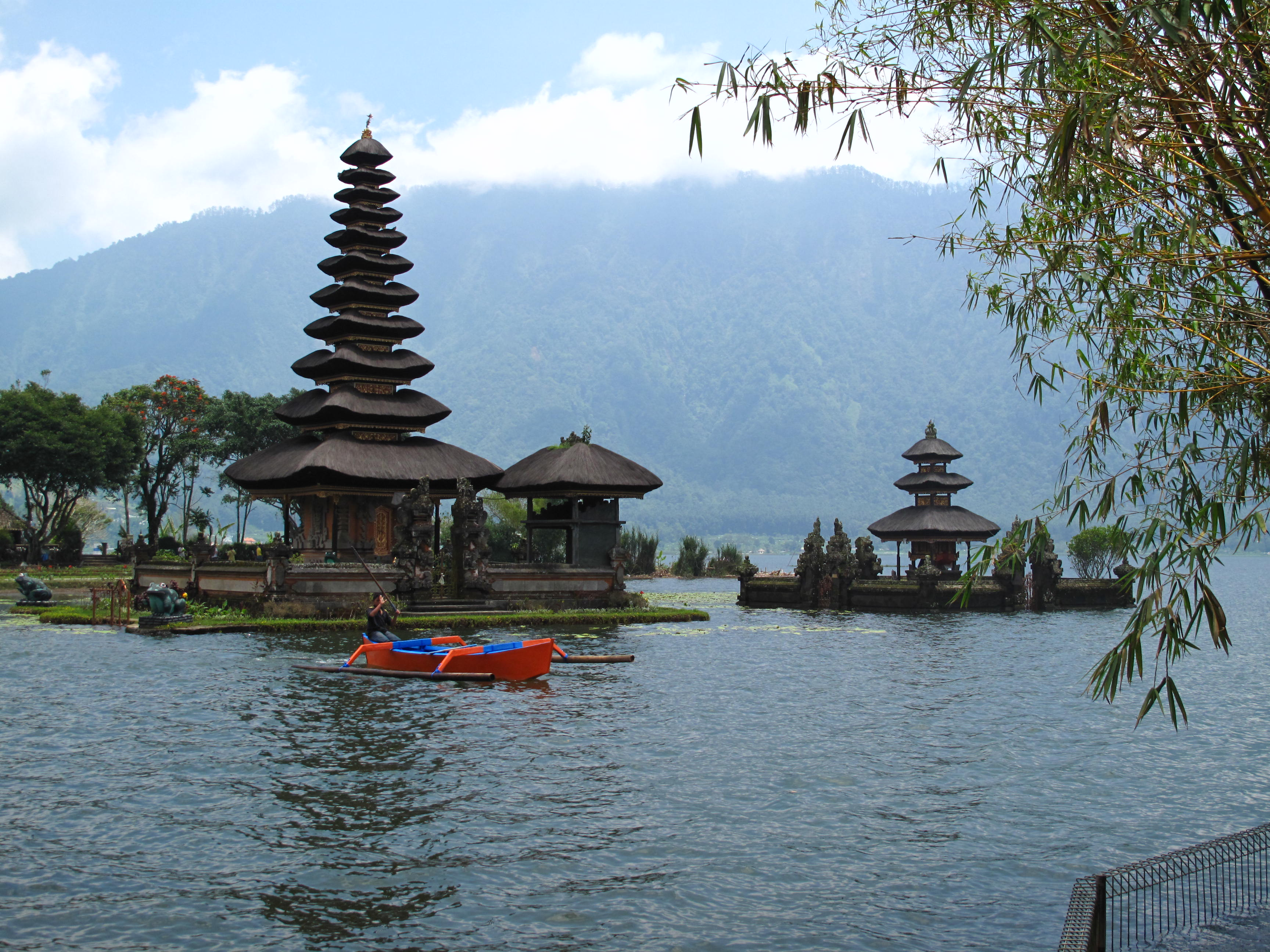
Mit Rindenbast gedeckte Dächer des Pura Ulun Danu Bratan